# Bassari (peuple)
Pour les articles homonymes, voir Bassari.
Les Bassaris sont une population d'Afrique de l'Ouest vivant principalement sur les plateaux du Sénégal oriental et dans le nord de la Guinée. Ils forment, avec les Bédiks, les Coniaguis et les Badiarankés un groupe plus large nommé Tenda.

## Ethnonymie
Selon les sources et le contexte, on rencontre différentes formes : Ayan, Basar, Basari, Bassari, Biyan, Onian, Wo.

## Le pays bassari
Le pays bassari est une région de collines sur la frontière entre le Sénégal et la Guinée, plus précisément dans une zone située à l'Est de Youkounkoun, à l'Ouest de Kédougou et au Sud du fleuve Gambie. Côté sénégalais, le pays bassari est inclus en quasi-totalité dans le territoire du Parc national du Niokolo-Koba. Côté guinéen, certains villages ne sont accessibles qu'à pied ou en deux-roues. Cet isolement explique en partie le fort maintien des traditions au sein de la population bassari.

## Histoire
D'après les recherches effectuées par les scientifiques, les Bassari seraient apparentés aux Bantous d'Afrique centrale et australe. Pour affirmer cela, ils se sont appuyés sur les ressemblances physiques, et les ressemblances culturelles, telle que les parures ou les coiffures.
On pense qu'à l'époque de l'empire du Ghana, puis du Mali, ils auraient migré du Golfe de Guinée et l'Afrique centrale, qui sont les points de départ de l'expansion Bantou, pour s'installer dans les hautes collines du sud-ouest du Sénégal et au Fouta-Djalon, où ils vivent dans les montagnes les plus hautes. Un récit historique parle d'eux à l'époque où Soumaoro Kanté se battait contre Soundiata Keita. On dit qu'ils étaient partisans du premier. Quelques Bassaris, à l'époque de Koli Tenguella lors de sa remontée vers le Fouta-Toro qu'il voulait conquérir, le suivirent avec d'autres individus appartenant à plusieurs ethnies, pour grossir son armée. Ainsi quelques Bassari se sont installés au Fouta-Toro et se sont fondus dans la population. Là-bas ils ont intégré la grande caste des soldats de Koli, les Sebbe Kolyaabe.
Contrairement à d'autres peuples d'Afrique de l'Ouest, les Bassaris ont résisté aux razzias esclavagistes et à l'islamisation. Cette ethnie résolument de religion traditionnelle s'est réfugiée sur les contreforts montagneux du Fouta-Djalon pour échapper au harcèlement séculaire des Peuls musulmans. Les Bassaris ont toujours été plus ou moins protégés des djihads peuls, grâce à leur isolement et au fait qu'ils vivent en altitude. Malgré cela, beaucoup ont été convertis à l'islam par les chefs peul Alpha Yaya Molo et Thierno Timbo. D'autres sont devenus chrétiens avec les missionnaires européens au XXe siècle.

## Population
Leur nombre total est estimé entre 10 000 et 30 000.
Selon le recensement de 1988 au Sénégal, les Bassari étaient 6 195, sur une population totale estimée à 6 773 417 habitants, soit 0,1 %.
Ils sont généralement cultivateurs ou chasseurs. Les pratiques animistes restent prépondérantes, y compris chez ceux qui pratiquent la religion catholique. Beaucoup se sont installés dans la grande ville du Sénégal oriental, Tambacounda. D'autres sont partis vers Dakar.
Ils veulent que leur culture perdure, malgré le fait que beaucoup se marient avec des personnes appartenant à d'autres ethnies. Beaucoup se wolofisent, ou sont bilingues, parlant wolof et bassari. Traditionnellement, ils cohabitent avec les autres groupes tenda, les Peuls, les Malinkés, les Soninké, les Diakhanké et les Diallonké.

## Culture
Leur langue est le bassari, ou onyan.

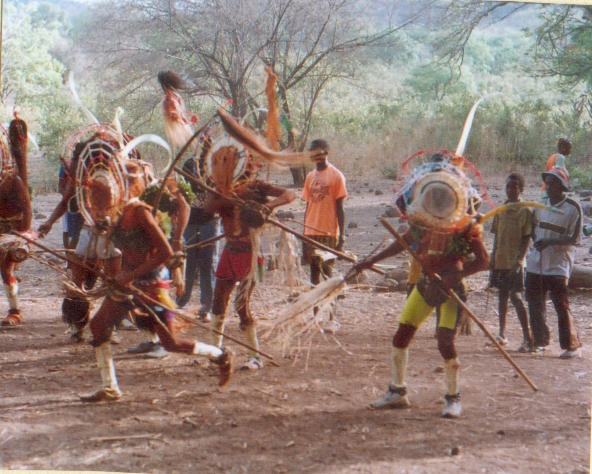
masques Lukutas peu avant leur combat rituel avec les jeunes adolescents bassaris

Le passage d'une classe d'âge à une autre se fait à travers des rites d'initiation faisant un large appel aux génies.

Pour les rites d'initiation, les Bassaris se déguisent en "Lokouta". Pour eux, ces êtres ("Lokouta"), à la tête enserrée d'un disque de raphia et couverts de boue ocre, ne sont pas des hommes, mais l'incarnation visible des génies bienfaiteurs qui peuplent les grottes. Les "Lokouta" font des combats rituels contre des adolescents qu'ils jettent à terre. L'adolescence vaincue préfigure l'entrée dans l'âge adulte. Les initiés vont se réfugier dans les bois aux abords de la grotte sacrée. Là, le "père-caméléon", un ancien, gardien de la coutume, leur révélera les premiers rudiments de l'histoire secrète du peuple bassari et, en perpétuant le cycle initiatique, fera de chaque adolescent un homme accompli, digne "fils du caméléon", leur totem.
Les Bassaris se coiffaient traditionnellement de la même manière : les hommes comme les femmes se rasaient le crâne sur les côtés et laissaient les cheveux longs sur le milieu du crâne, qu'ils coiffaient en cimier. Les femmes avaient aussi recours au tressage des cheveux, avec des modèles parfois très compliqués. Les jeunes hommes ont souvent les cheveux tressés.
La société bassari est organisée en classes d'âge, chaque classe ayant des rôles et prérogatives définis en fonction des circonstances (fêtes, repas, tâches agricoles…).
Traditionnellement, seuls 7 noms de famille sont utilisés : Bonang, Biendia, Bydiar, Boubane, Biès, Bianquinche, Bangar.